# Britt Ahlrot-Westerlund
Britt Marie-Louise Ahlrot-Westerlund, född 27 november 1925 i Stockholm, död 17 mars 1999 i Danderyd, var en svensk läkare. Hon var dotter till Einar Ahlrot och gifte sig 1955 med fil. mag. Harald Westerlund (1920–1997). 
Ahlrot avlade sjukgymnastexamen 1947 och blev medicine licentiat 1965. Hon tjänstgjorde på sjukhus inom internmedicinska områden 1967–1977 och var forskningsassistent vid enheten för neurokemi och neurotoxikologi vid Stockholms universitet från 1980. Hon forskade om störningar i spårämnesbalans och metalltoxiska problem vid vissa sjukdomar. 
Ahlrot skrev avhandlingen A Hypothesis Concerning Multiple Sclerosis and its Possible Connection with Disturbed Fat Metabolism in Selenium Deficiency (i "Geomedical Aspects in Present and Future Research", redaktør: Jul Låg, 1980), hon påvisade ett samband mellan en variant av kronisk kvicksilverförgiftning och multipel skleros samt medverkade i Second Nordic Symposium on Trace Elements in Human Health and Disease (WHO) i Odense 1987. Hon skrev artiklar i bland annat Foderjournalen och Nutrition Research. Ahlrot-Westerlund är begravd på Danderyds kyrkogård.